# Czerniccy herbu własnego

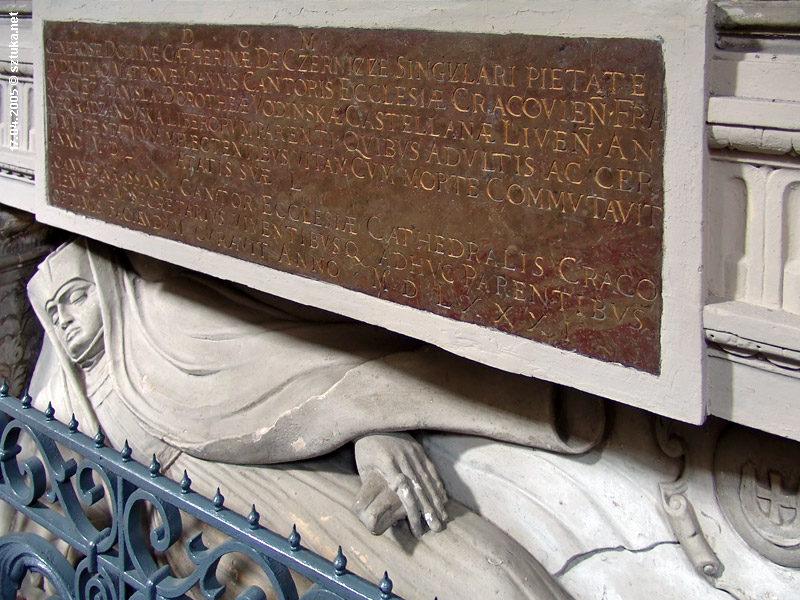
Nagrobek Katarzyny z Czernickich Krasińskiej

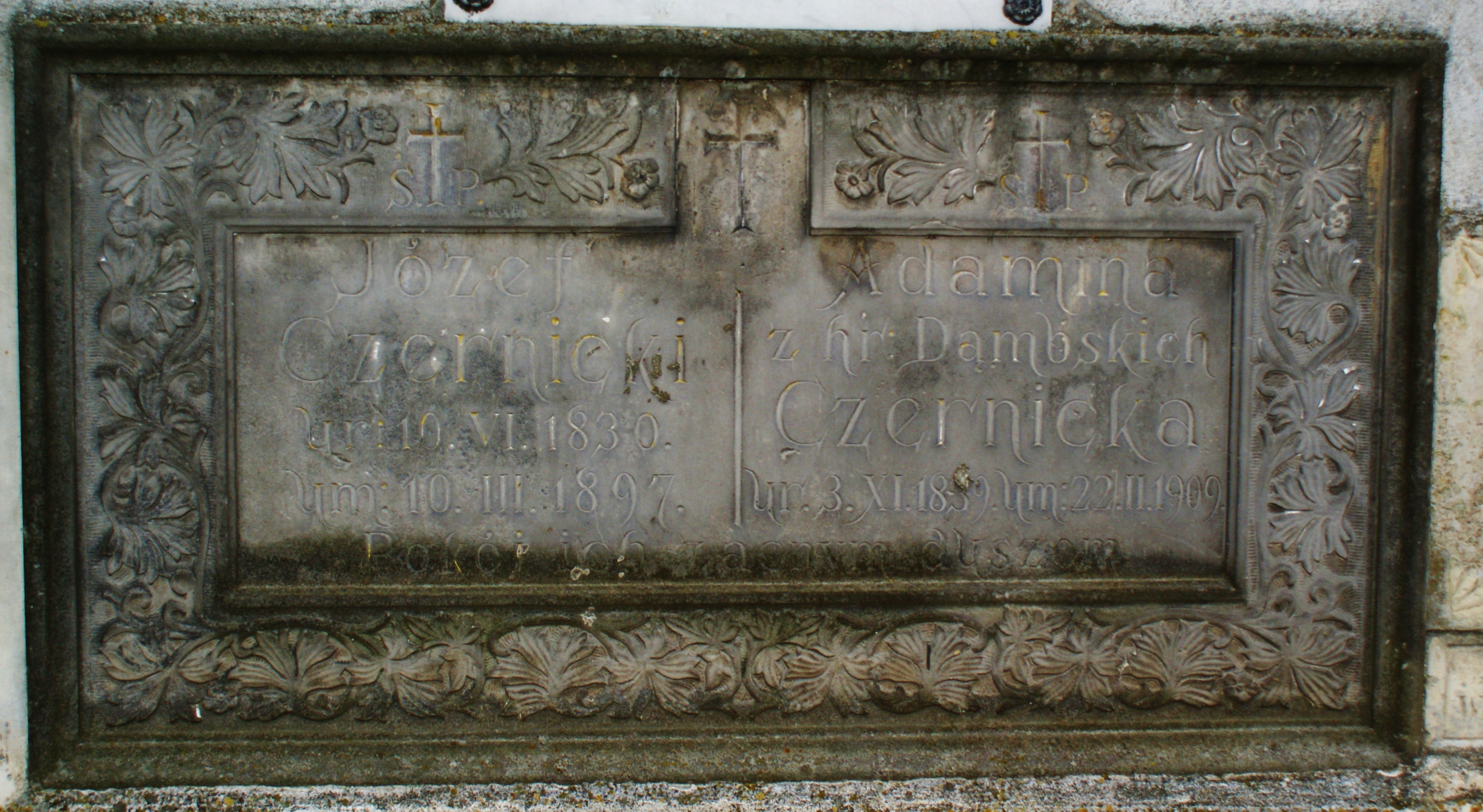
Epitafium Józefa Czernickiego i Adaminy z hr. Dąmbskich Czernickiej na kaplicy grobowej Czernickich i Modlińskich, cmentarz parafialny w Krzywosądzy, gmina Dobre

Czerniccy (de Czernice, de Czernicze) herbu własnego – polski ród szlachecki. W okresie wczesnego średniowiecza rodzina wchodziła w skład możnowładczych rodzin Mazowsza.

## Historia
Czerniccy wywodzą się z Czernic Borowych na północnym Mazowszu, niedaleko Przasnysza. Czerniccy należą do tych rodzin rycerskich, których początki giną w mgle przeszłości.
Rodzina pieczętuje się herbem Czernicki z zawołaniem rodowym "Borko". Opis zamieszczony w Herbarzu Niesieckiego "(...) w herbie ich nad podkową krzyża nie masz i Jastrząb na hełmie podkowy nie trzyma, w prawo lecąc." 
Protoplastą rodziny był Borko z Dobrska, który w 1440 roku wszedł w posiadanie Czernic [Borowych]. Jednym ze śladów obecności rodziny jest gotycki kościół, który został ufundowany przez rodzinę Czernickich na początku XVI w. W pobliskim Krasnem, gnieździe mazowieckiej rodziny Hrabiów Krasińskich, znajduje się barokowy nagrobek Katarzyny de Czernicze Czernickiej, żony Andrzeja Krasińskiego, założyciela młodszej linii Hrabiów Krasińskich.
W XVI wieku niektórzy z przedstawicieli rodziny przenieśli się do Wielkiego Księstwa Moskiewskiego pisząc się Czerniczew osiągając godność Hrabiów (1742 r.) oraz Książąt (1841 r.) oraz zachowując w swoim herbie godło Jastrzębca. Jednym z przedstawicieli tej linii był Książę Aleksander Czerniczew, generał i adiutant cara, który pełni funkcję premiera rosyjskiego rządu w latach 1848 - 1856. Jedną z ostatnich przedstawicielek tej linii była Ksenia Czerniczew-Bezobrazow, która w 1953 r. wyszła za arcyksięcia Rudolfa Habsburga-Lotaryńskiego.
W XVII wieku część rodziny przeniosła się do Wielkiego Księstwa Litewskiego (Aleksander Czernicki, ksiądz, sekretarz króla Jana II Kazimierza oraz podstoli wileński). Aleksander Czernicki uczestniczył z ramienia króla Jana Kazimierza w rozmowach pokojowych z carem Aleksym (kończących się zawarciem rozejmu w Niemieży). Czerniccy posiadali w majątki w powiecie oszmiańskim - należały do nich m.in. Gedejki, Piktusza, Żurawy, Birzyń; folwark Narbutowszczyzna, Jackuny oraz Kuszlany. W Gedejkach urodził się kontradmirał Ksawery Czernicki, którego dziadkiem był Ksawery Czernicki, prezydent sądu powiatu oszmiańskiego w 1856 r. Skoligaceni m.ni. z Reuttami, Chomińskimi oraz Komarami.
Czerniccy w XX wieku mieszkali również na Kujawach w majątku Dobre, którego ostatnim właścicielem był Józef Czernicki.